# Mezinárodní společnost pro výzkum folklorních vyprávění
Mezinárodní společnost pro výzkum folklorních vyprávění (anglicky International Society for Folk Narrative Research) je vědecká organizace sdružující mezinárodní odborníky zabývající se lidovou slovesností, populární literaturou, folklorem a příbuznými obory. Za svůj hlavní cíl si společnost klade rozvíjet vědeckou činnost na poli výzkumu lidové slovesnosti a podporovat spolupráci jednotlivých členů napříč organizací. Společnost v současnosti čítá na 700 členů z 80 zemí světa. Současným prezidentem společnosti je prof. (Dr.) Sadhana Naithani z Jawaharlal Nehru University v Novém Dillí v Indii, který byl do funkce zvolen v roce 2016.

## Vznik
Myšlenka společnosti se zrodila během prvního mezinárodního kongresu vědců zabývajících se lidovou slovesností, který se konal roku 1959 v německém Kielu a dánské Kodani. Samotná společnost pak byla založena o tři roky později, tedy v roce 1962, v Antverpách v Belgii. Od té doby pořádá společnost různé kongresy a konference. V roce 2015 bylo takové setkání svoláno do turecké Ankary a v červenci roku 2018 do italského města Ragusa.

## Struktura společnosti

### Výkonná rada
Výkonná rada se skládá z šesti členů – prezidenta, viceprezidenta, z nichž každý reprezentuje jiný kontinent a oba představují komisi schvalující nová členství, pokladníka a dalších tří řadových členů společnosti. Rada je volena valným shromážděním.

### Valné shromáždění
Valné shromáždění je svoláno každé čtyři roky. Skládá se z alespoň 10 % aktivních či čestných členů společnosti, mezi jejichž povinnosti patří volba členů výkonné rady ISFNR, volba čestných členů společnosti a stanovení termínu kongresů pořádaných společností. Naposledy bylo valné shromáždění svoláno v roce 2016 v Miami na Floridě (USA).

## Proběhnuvší setkání ISFNR
- 1959 Kiel (Německo) a Kodaň (Dánsko)
- 1962 Antverpy (Belgie)
- 1963 Budapešť (Maďarsko)
- 1964 Atény (Řecko)
- 1969 Bukurešť (Rumunsko)
- 1974 Helsinky (Finsko)
- 1979 Edinburgh (Velká Británie)
- 1984 Bergen (Norsko)
- 1989 Budapešť (Maďarsko)
- 1992 Innsbruck (Rakousko)
- 1995 Maisúr (Indie)
- 1998 Göttingen (Německo)
- 2001 Melbourne (Austrálie)
- 2005 Tartu (Estonsko)
- 2009 Atény (Řecko)
- 2013 Vilnius (Litva)
- 2016 Miami (USA)

### Prozatímní setkání ISFNR
Od roku 1966 pořádá společnost také prozatímní setkání v mezičase konferencí. První z nich proběhlo v bývalém Československu v obci Liblice nacházející se nedaleko Mělníka. Tato setkání se soustředí převážně na místní vědce a snaží se pomoci jim navázat vazby s jejich zahraničními kolegy. Doposud proběhlo sedm takových setkání.
- 1966 Liblice (tehdejší Československo)
- 1996 Peking (Čína)
- 2000 Nairobi (Keňa)
- 2003 Visby (Švédsko)
- 2007 Santa Rosa (Argentina)
- 2011 Šilaung (Indie)
- 2015 Ankara (Turecko)

## Prezidenti ISFNR
Současným úřadujícím prezidentem společnosti je prof. (Dr.) Sadhana Naithani z indické Jawaharlal Nehru University v Novém Dillí, který byl do funkce zvolen po předchozím prezidentovi prof. Ulrichu Marzolphovi v roce 2016.

### Seznam prezidentů ISFNR
- Kurt Ranke (1962–1974)
- prof. Lauri Honko (1974–1989)
- prof. Reimund Kvideland (1989–1998)
- prof. Galit Hasan-Rokem (1998–2005)
- prof. Ülo Valk (2005–2009)
- prof. Ulrich Marzolph (2009–2016)
- prof. (Dr.) Sadhana Naithani (2016 – doposud)